# Orso Ipato
Orso Ipato (en latín: Ursus) es el primer dux de Venecia (c. 727 – c. 737) reconocido históricamente, aunque tradicionalmente ha sido considerado el tercero al contabilizar a Paolo Lucio Anafesto y Marcello Tegalliano, de existencia dudosa. Fue León III, el emperador de Bizancio, quien le dio el título de hypatos.
Hacia 727, en medio de las revueltas que estallaron en Italia en respuesta a los decretos iconoclastas del emperador León III, Orso fue elegido como su líder por los propios venecianos, sin contar con las autoridades bizantinas, pasando a usar el título de dux (literalmente «líder» en latín). Más tarde Orso sería reconocido por el emperador cuando le concedió el título de hypatos, una dignidad con la que Constantinopla reconocía a ciertos gobernadores provinciales.
Hacia 737 el dux fue asesinado durante el transcurso de una revuelta. Tras ello, el exarca de Rávena, la máxima autoridad bizantina en Italia, restableció el sistema de gobierno previo a la implantanción de los duces: a la cabeza del territorio bizantino de la laguna de Venecia se encontraría un magister militum de su elección durante un período no superior a un año. Sin embargo, este sistema duraría poco tiempo. Hacia 742 el magister militum Giovanni Fabriciaco fue derrocado por una revuelta enzabezada por Teodato, hijo de Orso, quien asumiría el gobierno como nuevo dux.
La institución ducal inaugurada por Orso perduraría hasta que en 1797 las tropas napoleónicas depusieron al último dux de Venecia.